# Pholcus extumidus
Pholcus extumidus är en spindelart som beskrevs av Paik 1978. Pholcus extumidus ingår i släktet Pholcus och familjen dallerspindlar. Inga underarter finns listade i Catalogue of Life.